# Justicia novogranatensis
Justicia novogranatensis är en akantusväxtart som beskrevs av Emery Clarence Leonard. Justicia novogranatensis ingår i släktet Justicia och familjen akantusväxter. Inga underarter finns listade i Catalogue of Life.